# Жизнь в отчаянии
«Жизнь в отчаянии» (англ. Desperate Living) — американская чёрная комедия 1977 года, срежиссированная Джоном Уотерсом .

## Сюжет
Пегги Гревел — невротичная домохозяйка, страдающая психическим расстройством, в порыве гнева убивает своего мужа, а затем, вместе со своей чернокожей сиделкой Гризельдой, пускается в бега. Однако обе они были арестованы полицейским, который предоставляет им ультиматум: либо они садятся в тюрьму, либо отправляются в городок Мортвилль, где правит злая королева Карлотта. Так Пегги и Гризельда оказываются в этом злосчастном городе. Большинство жителей Мортвилля — социальные изгои, преступники, нудисты или извращенцы. Но всех их объединяет ненависть к королеве. Там они встречают пару лесбиянок Маффи Сен-Жак и Мола МакГенри (которая мечтает сменить пол).

## В ролях
- Лиз Ринэй — Маффи Сен-Жак
- Минк Стоул — Пегги Гревел
- Эдит Мэсси — Королева Карлотта
- Сьюзен Лоу — Мол МакГенри
- Мэри Вивиан Пирс — Принцесса Ку-Ку
- Джин Хилл — Гризельда Браун
- Куки Мюллер — Флиппер

## Съёмки
Съёмки картины проходили на огромной ферме в Хампстеде, Мэриленд, принадлежащей другу Уотерса, Питеру Коперу. Мортвилль был построен в основном из фанеры и картона, также туда было завезено огромное количество мусора, собранного в Балтиморе. Осложнял съёмки также тот факт, что на протяжении долгого времени шли дожди, из-за чего ферма превратилась практически в болото.
Павильоны для съёмок сцен внутри дома Маффи и Мола, замка Карлотты и местного клуба были построены в Балтиморе, в одном из амбаров. Помещение было шумным и неотапливаемым, что осложняло работу не только актерам, которые снимались в легкой одежде (а порой и без неё совсем), а также и режиссёру, ведь оборудование не было предназначено для использования при таких низких температурах.
Фильм монтировался в течение десяти недель в домашней студии Чарльза Роджеро. При этом, «Жизнь в отчаянии» стал первым фильмом Уотерса, для которого он официально купил музыку.

### Подбор актёров
Впервые в проекте Уотерса не приняла участие Дивайн, из-за занятости в съёмках фильма «Неоновая женщина». Это был первый и единственный такой случай, до его смерти в 1988 году. Сьюзен Лоу, которая ранее появлялась только в эпизодических ролях в фильмах Уотерса, была утверждена на главную роль впервые. Дэвид Локари также не принял участие в проекте. Уотерс отказался от сотрудничества с ним после того, как узнал, что Локари употребляет наркотики. Лиз Ринэй получила роль после прочтения Уотерсом её автобиографичной книги.

## Критика
Фильм имеет 70 % рейтинга «свежести» на сайте Rotten Tomatoes, основанных на 10 рецензиях.